# Bratysława
Bratysława (słow. i cz. Bratislava, wym. [ˈbracislaʋa]ⓘ; niem. Pressburg; węg. Pozsony; pol. dawniej Pożoń, także Preszburg) – stolica oraz największe miasto Słowacji pod względem liczby ludności (478 040 mieszkańców) i powierzchni (367,5 km²). Jest jedyną stolicą na świecie, która graniczy z dwoma państwami, tj. na południu z Węgrami, a na zachodzie z Austrią.
Bratysława jest siedzibą najwyższych władz państwowych i kraju bratysławskiego (Bratislavský kraj), a także centralnym ośrodkiem metropolitalnym aglomeracji bratysławsko-trnawskiej (Bratislavsko-trnavská aglomerácia) i aglomeracji bratysławsko-trnawsko-nitrzańskiej (Bratislavsko-trnavsko-nitrianska aglomerácia). Stanowi ona również centrum życia kulturalnego, społecznego, gospodarczego i politycznego. Skupia w sobie liczne placówki o znaczeniu i statusie narodowym oraz międzynarodowym. W Bratysławie znajduje się agencja Unii Europejskiej – Europejski Urząd ds. Pracy – European Labour Authority.

## Położenie, obszar, granice i ukształtowanie powierzchni

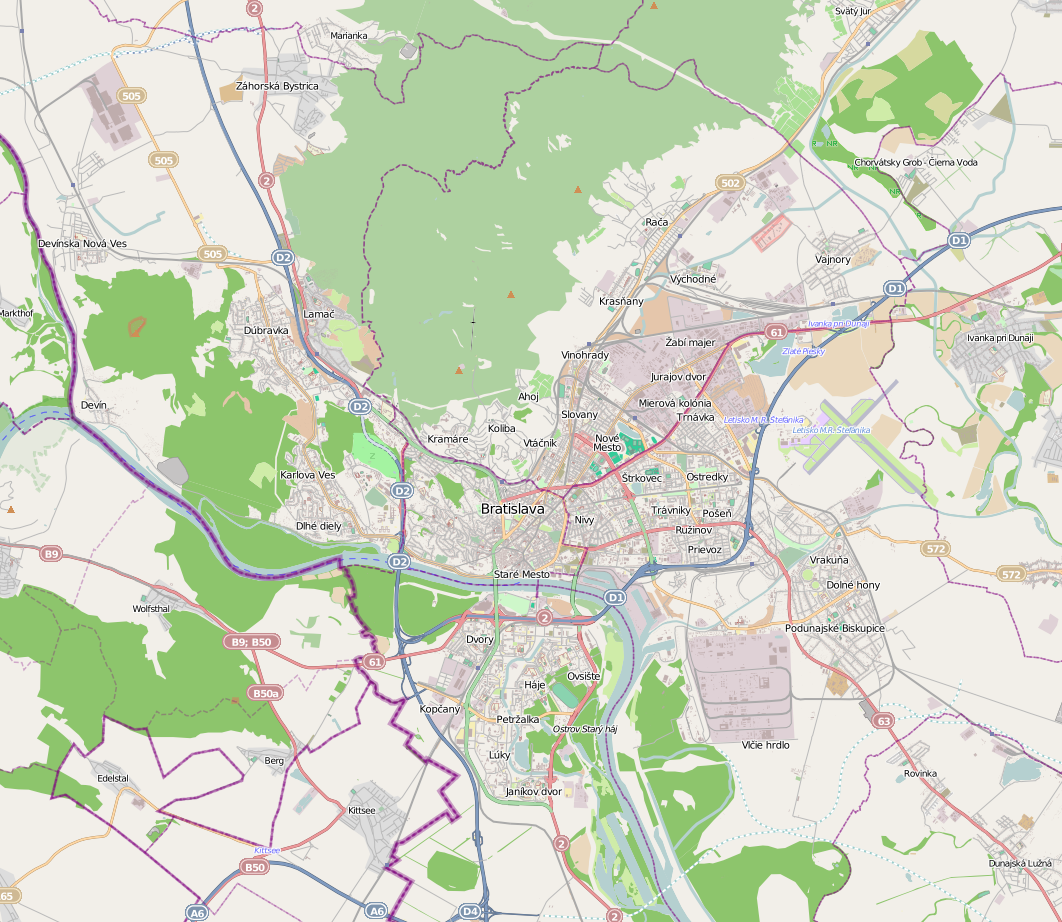
Mapa Bratysławy

Miasto stołeczne Słowacji leży na 48°09′ szerokości geograficznej północnej i 17°07′ długości geograficznej wschodniej. Są to współrzędne geograficzne Urzędu Miasta Stołecznego Bratysławy usytuowanego w centralnej części miasta. Najbardziej wysunięty punkt na wschód znajduje się w dzielnicy Podunajské Biskupice; na północ i zachód – w dzielnicy Devínska Nová Ves; na południe – w dzielnicy Čunovo.
Bratysława jako stolica ma nietypowe, peryferyjne położenie – jest usytuowana na południowo-zachodnim krańcu Słowacji, co nie jest dla niej korzystne, jednakże sąsiedztwo takich metropolii jak: Wiedeń (odległość około 60 km) czy Budapeszt (odległość około 195 km) rekompensuje tę lokalizację.

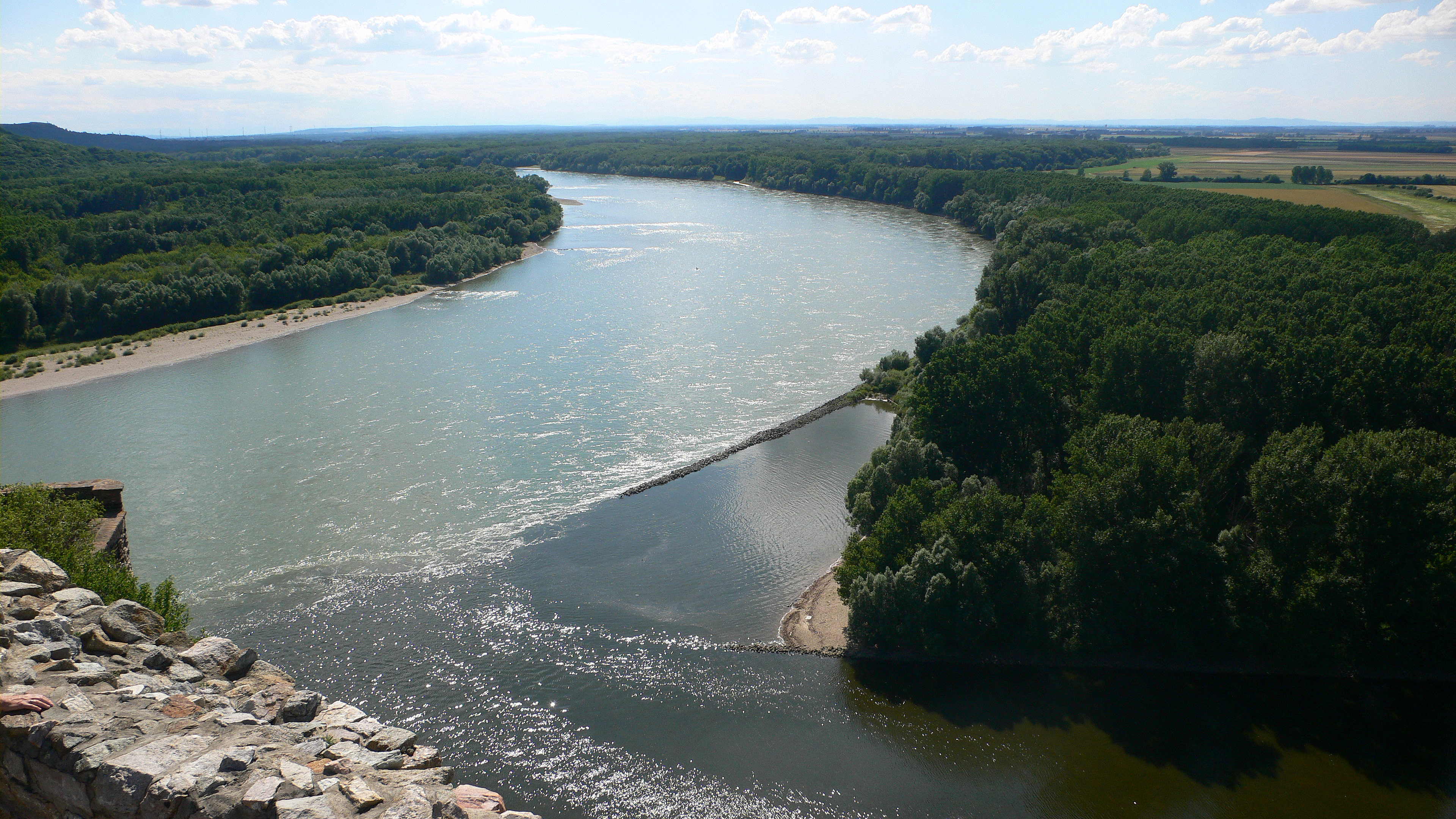
Ujście Morawy do Dunaju

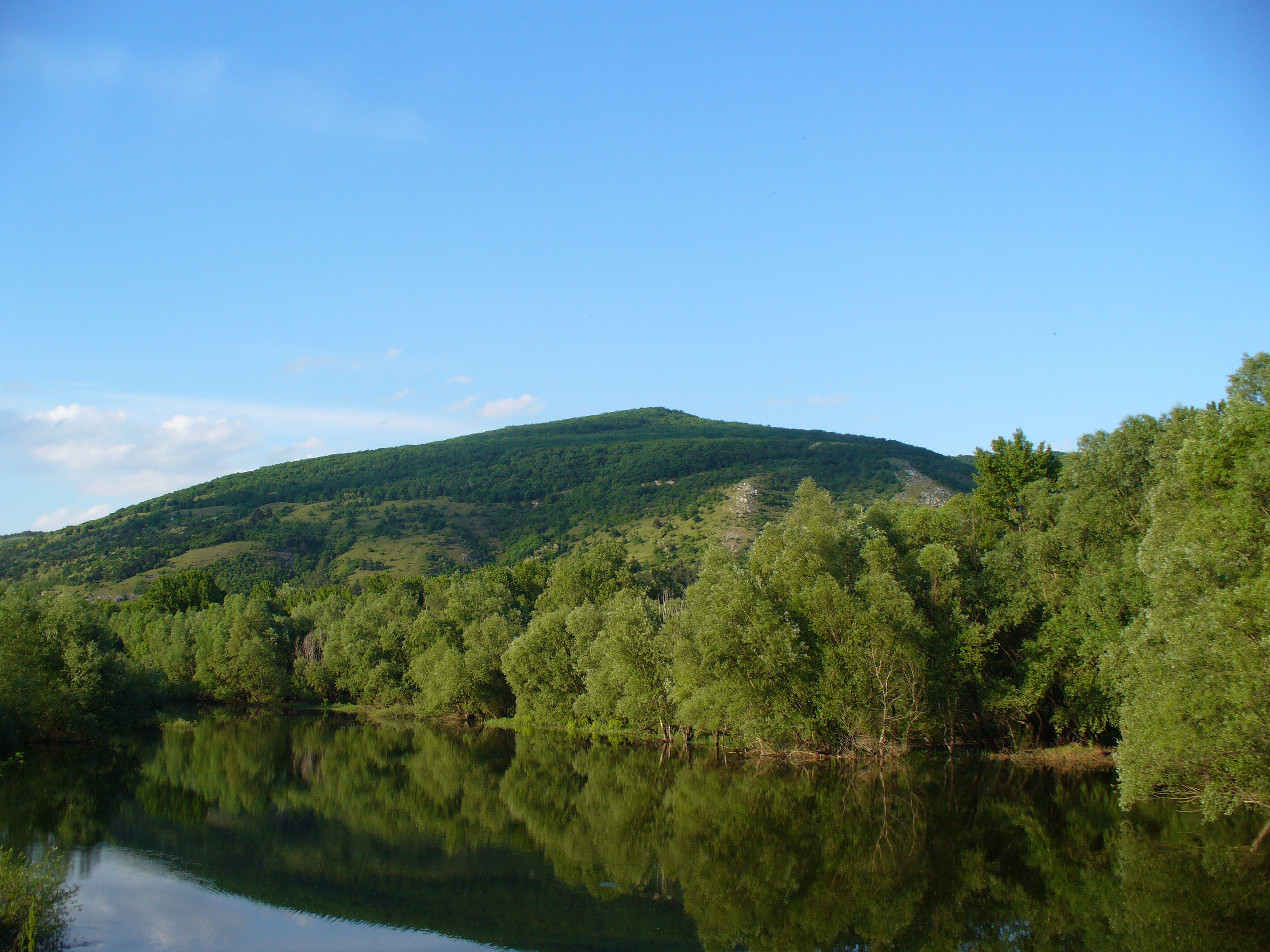
Devínska Kobyla – stanowisko botaniczne obfitujące w gatunki kserotermiczne

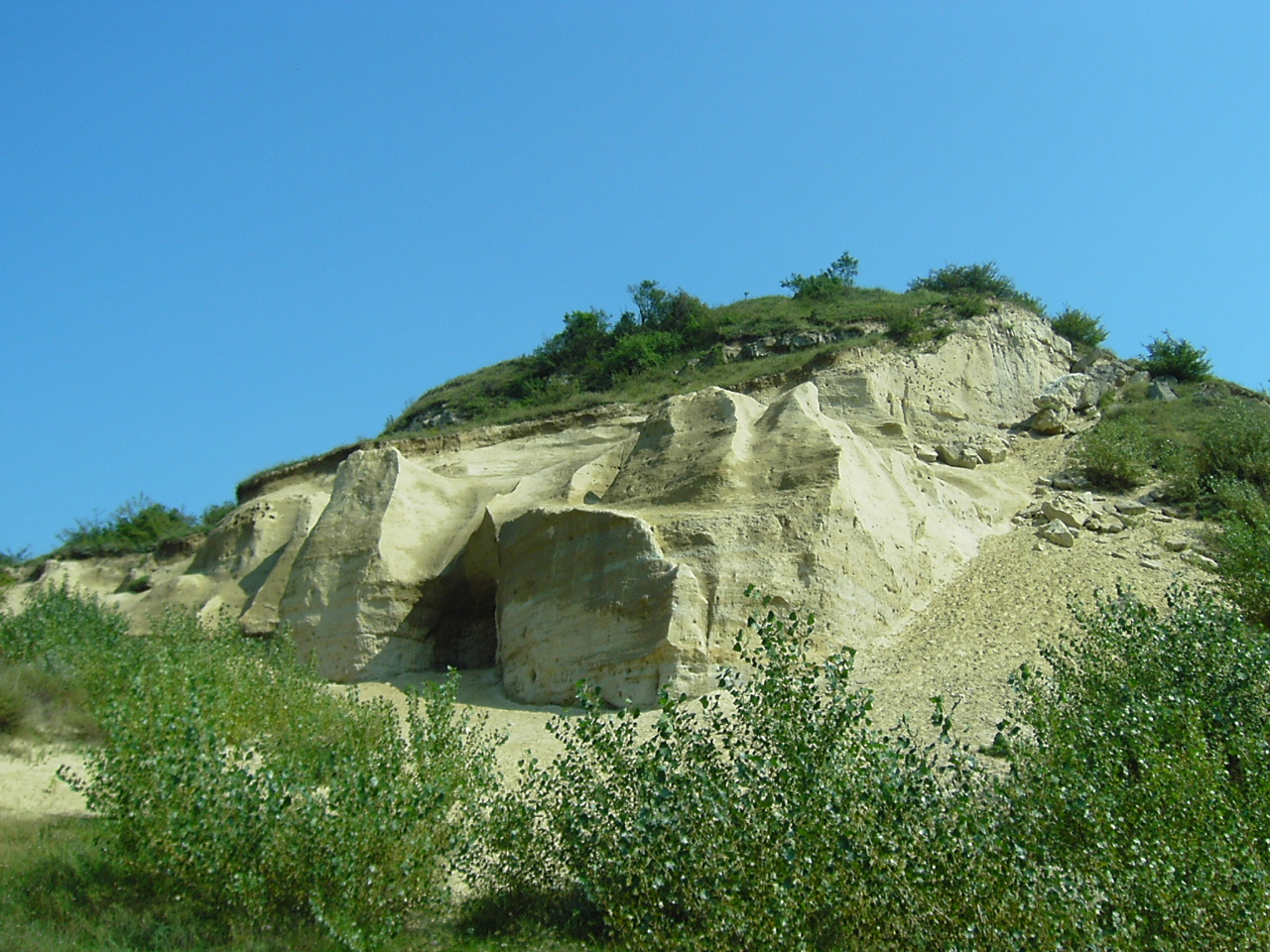
Sandberg (Pieskový vrch) – stanowisko paleontologiczne obfitujące w skamieniałości; porośnięty roślinnością ciepłolubną

Stolica Słowacji zajmuje powierzchnię 367,9 km². Od wschodu i południowego wschodu graniczy z powiatem Senec (okres Senec), od północnego wschodu – z powiatem Pezinok (okres Pezinok), od północy – z powiatem Malacky (okres Malacky), od zachodu – z Austrią, a od południa – z Węgrami. Do miejscowości leżących niedaleko Bratysławy należą: po stronie słowackiej – Hamuliakovo, Kalinkovo, Malinovo, Most pri Bratislave, Ivanka pri Dunaji, Marianka i Stupava, po stronie austriackiej – Deutsch Jahrndorf oraz Kittsee, Berg i Marchegg (byłe słowacko-austriackie przejścia graniczne), a po stronie węgierskiej – Rajka (byłe słowacko-węgierskie przejście graniczne).
Bratysława rozpościera się na obydwu brzegach Dunaju, u ujścia Morawy (Morava) do Dunaju (w dzielnicy Devín tworzy krótką granicę słowacko-austriacką) oraz na wzgórzach Małych Karpat (Malé Karpaty). Obejmuje także skrajne obszary, tj. południową część Niziny Zahorskiej (Záhorská nížina) i zachodnią część Niziny Naddunajskiej (Podunajská nížina). Najwyżej położonym terenem jest wzgórze – Devínska Kobyla (514 m n.p.m.), zaś najniższym – rzeka Dunaj (126 m n.p.m.).

## Środowisko naturalne

### Klimat
Bratysława należy do strefy klimatu umiarkowanego ciepłego. Klimat dodatkowo charakteryzuje się dużą częstotliwością wiatrów. Temperatury okresu wegetacyjnego pozwalają na uprawę niektórych gatunków roślin, rozpowszechnionych w krajach śródziemnomorskich, m.in. winorośli i kasztana jadalnego.

## Demografia
Pierwsza informacja o liczbie ludności Bratysławy pochodzi z końca XIV w. Według niej obecna stolica Słowacji liczyła wtedy 7500 osób. W 1720 roku w Bratysławie żyło 7943 osób, a w 1858 – 50 800 osób. Na podstawie wyników spisu statystycznego w 1869 roku (pierwszy raz wyniki były gromadzone dla poszczególnych miejscowości) doliczono się 50 055 mieszkańców Bratysławy, zaś w 2009 – 431 061, co stanowiło 7,95% ogółu ludności kraju (Słowacja: 5 424 925). Dowodzi to, że w ciągu 140 lat liczba ludności Bratysławy zwiększyła się o 381 006 osób.
| Rok | Powierzchnia [km²] | Liczba ludności1 | Gęstość zaludnienia [os./km²] |
| --- | ------------------ | ---------------- | ----------------------------- |
| 1869 | 53,102             | 50 055           | 943                           |
| 1880 | 53,102             | 51 451           | 969                           |
| 1890 | 53,102             | 56 048           | 1056                          |
| 1900 | 53,102             | 65 867           | 1240                          |
| 1910 | 53,102             | 78 223           | 1473                          |
| 1921 | 53,102             | 93 189           | 1755                          |
| 1930 | 53,102             | 123 844          | 2332                          |
| 1940 | 53,102             | 138 966          | 2617                          |
| 1950 | 193,642            | 192 896          | 996                           |
| 1961 | 193,64             | 241 796          | 1249                          |
| 1970 | 193,64             | 285 448          | 1474                          |
| 1980 | 367,583            | 380 259          | 1035                          |
| 1991 | 367,58             | 442 197          | 1203                          |
| 2001 | 367,58             | 428 672          | 1166                          |
| 2007 | 367,58             | 426 927          | 1162                          |
| 2008 | 367,58             | 428 791          | 1167                          |
| 2009 | 367,66             | 431 061          | 1172                          |
| 2014 | 367,90             | 432 801          | 1177                          |
| 2020 | 367,90             | 437 726          | 1190                          |
| 1 Wielkości bezwzględne. 2 1943 – przyłączono Karlovą Ves; 1946 – przyłączono Devín, Dúbravkę, Lamač, Petržalkę, Prievoz, Račę, Vajnory. 3 1972 – przyłączono Čunovo, Devínską Novą Ves, Jarovce, Podunajskie Biskupice, Rusovce, Vrakunię, Záhorską Bystricę. |                    |                  |                               |

Na podstawie danych statystycznych z 2009 roku Bratysława odznaczała się korzystną strukturą wieku, bowiem największy odsetek, tj. 63,76% (274 832) stanowiły osoby w wieku produkcyjnym (mężczyźni od 15. do 59. roku życia; kobiety od 15. do 54. roku życia). Najmniejszy odsetek – 12,09% (52 109) tworzyły osoby w wieku przedprodukcyjnym. Tego samego roku kobiety stanowiły 53,03% (228 604; współczynnik feminizacji: 113 kobiet na 100 mężczyzn), zaś mężczyźni – 46,97% ogółu (202 457; współczynnik maskulinizacji: 89 mężczyzn na 100 kobiet). W tym samym czasie odnotowano 5052 urodzeń żywych (współczynnik urodzeń: 11,72‰), a jednocześnie – 3995 zgonów (współczynnik zgonów: 9,27‰) oraz zarejestrowano 2483 zawartych małżeństw (współczynnik zawartych małżeństw: 5,76‰), a także – 1178 rozwodów (współczynnik rozwodów: 2,73‰). Przyrost naturalny wynosił 1057 (współczynnik przyrostu naturalnego: 2,45‰). Przyrost rzeczywisty osiągnął poziom 2270.
W 1910 roku miasto liczyło 78 229 mieszkańców, w tym 32 790 Niemców, 31 705 Węgrów, 11 673 Słowaków, 1242 Czechów, 351 Chorwatów oraz 115 Polaków.
Jak podaje spis statystyczny przeprowadzony w 2001 roku, Słowacy stanowili 91,39%, Węgrzy – 3,84%, Czesi – 1,86%, Niemcy – 0,28%, Morawianie – 0,15%, Rusini – 0,11%, Ukraińcy – 0,11, Romowie – 0,10%, Polacy – 0,08% a inne narodowości – 2,08% ogółu ludności stolicy.

## Podział administracyjny
Dzisiejsze terytorium Bratysławy powstało pierwotnie w wyniku łączenia osad, a następnie przyłączania miejscowości z pobliskiej okolicy. W 1943 roku przyłączono miejscowość – Karlova Ves, a trzy lata później terytorium Bratysławy rozrosło się dzięki wcieleniu takich miejscowości jak: Devín, Dúbravka, Lamač, Petržalka, Prievoz, Rača i Vajnory. W 1954 roku utworzono 4 okręgi, a w 1960 roku – 12. Następnie w 1972 roku miało miejsce ponowne włączanie przyległych miejscowości: Čunovo, Jarovce, Rusovce, Devínska Nová Ves, Záhorská Bystrica, Podunajské Biskupice, Vrakuňa, a także miasto podzielono na 4 okręgi: Bratysława I (obvod Bratislava I), Bratysława II (obvod Bratislava II), Bratysława III (obvod Bratislava III), Bratysława IV (obvod Bratislava IV). W 1986 roku utworzono 5 okręg: Bratysława V (obvod Bratislava V).
Od 1996 roku dzielnice Bratysławy istnieją na prawach miejskich, toteż terytorium Bratysławy podzielone jest na 5 powiatów, tzw. powiatów miejskich (mestské okresy), 17 dzielnic i 20 okręgów.
| Powiaty | Dzielnice            | Okręgi katastralne     | Zespoły mieszkaniowe i urbanistyczne                                                           |
| --- | -------------------- | ---------------------- | ---------------------------------------------------------------------------------------------- |
| Bratislava I1 | Staré Mesto          | Staré Mesto            | –                                                                                              |
| Bratislava II2 | Ružinov              | Nivy, Ružinov, Trnávka | Nivy, Ostredky, Pošeň, Prievoz, Štrkovec, Trávniky, Trnávka, Vlčie hrdlo                       |
| Bratislava II2 | Vrakuňa              | Vrakuňa                | Dolné hony                                                                                     |
| Bratislava II2 | Podunajské Biskupice | Podunajské Biskupice   | Dolné hony, Ketelec, Lieskovec, Medzi jarkami                                                  |
| Bratislava III3 | Nové Mesto           | Nové Mesto, Vinohrady  | Ahoj, Jurajov dvor, Koliba, Kramáre, Mierová kolónia, Pasienky (Kuchajda), Vinohrady           |
| Bratislava III3 | Rača                 | Rača                   | Krasňany, Rača, Východné                                                                       |
| Bratislava III3 | Vajnory              | Vajnory                | –                                                                                              |
| Bratislava IV4 | Karlova Ves          | Karlova Ves            | Dlhé diely, Kútiky, Líščie údolie, Mlynská dolina, Patrónka, Rovnice                           |
| Bratislava IV4 | Dúbravka             | Dúbravka               | Krčace, Podvornice, Záluhy                                                                     |
| Bratislava IV4 | Lamač                | Lamač                  | Podháj, Rázsochy                                                                               |
| Bratislava IV4 | Devín                | Devín                  | –                                                                                              |
| Bratislava IV4 | Devínska Nová Ves    | Devínska Nová Ves      | Devínske Jazero, Kostolné, Paulinské, Podhorské, Sídlisko Stred, Vápenka                       |
| Bratislava IV4 | Záhorská Bystrica    | Záhorská Bystrica      | –                                                                                              |
| Bratislava V5 | Petržalka            | Petržalka              | Dvory, Háje (Starý háj, Zrkadlový háj), Janíkov dvor, Kapitulský dvor, Kopčany, Lúky, Ovsište, |
| Bratislava V5 | Jarovce              | Jarovce                | –                                                                                              |
| Bratislava V5 | Rusovce              | Rusovce                | –                                                                                              |
| Bratislava V5 | Čunovo               | Čunovo                 | –                                                                                              |
| 1centrum miasta; 2wschodnia i południowo-wschodnia część miasta; 3północna i północno-wschodnia część miasta; 4zachodnia część miasta; 5część miasta na prawym brzegu Dunaju, tzw. przyczółek bratysławski. |                      |                        |                                                                                                |

## Historia

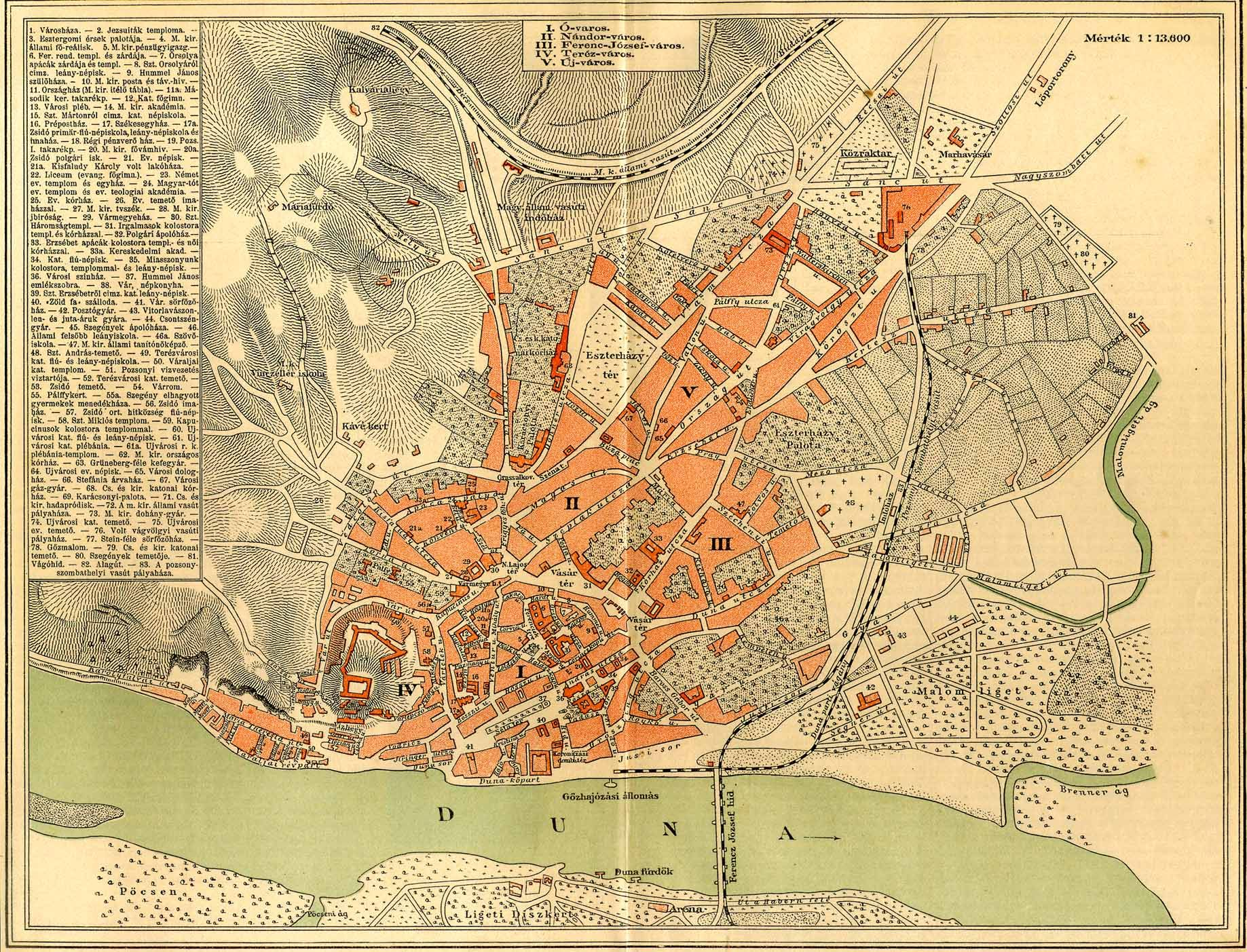
Plan Bratysławy z 1895 r.

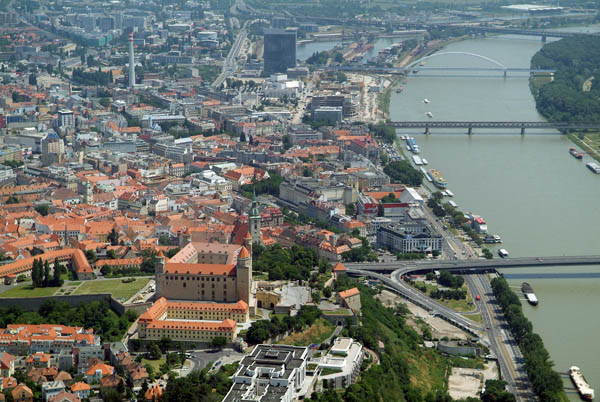
Widok na miasto

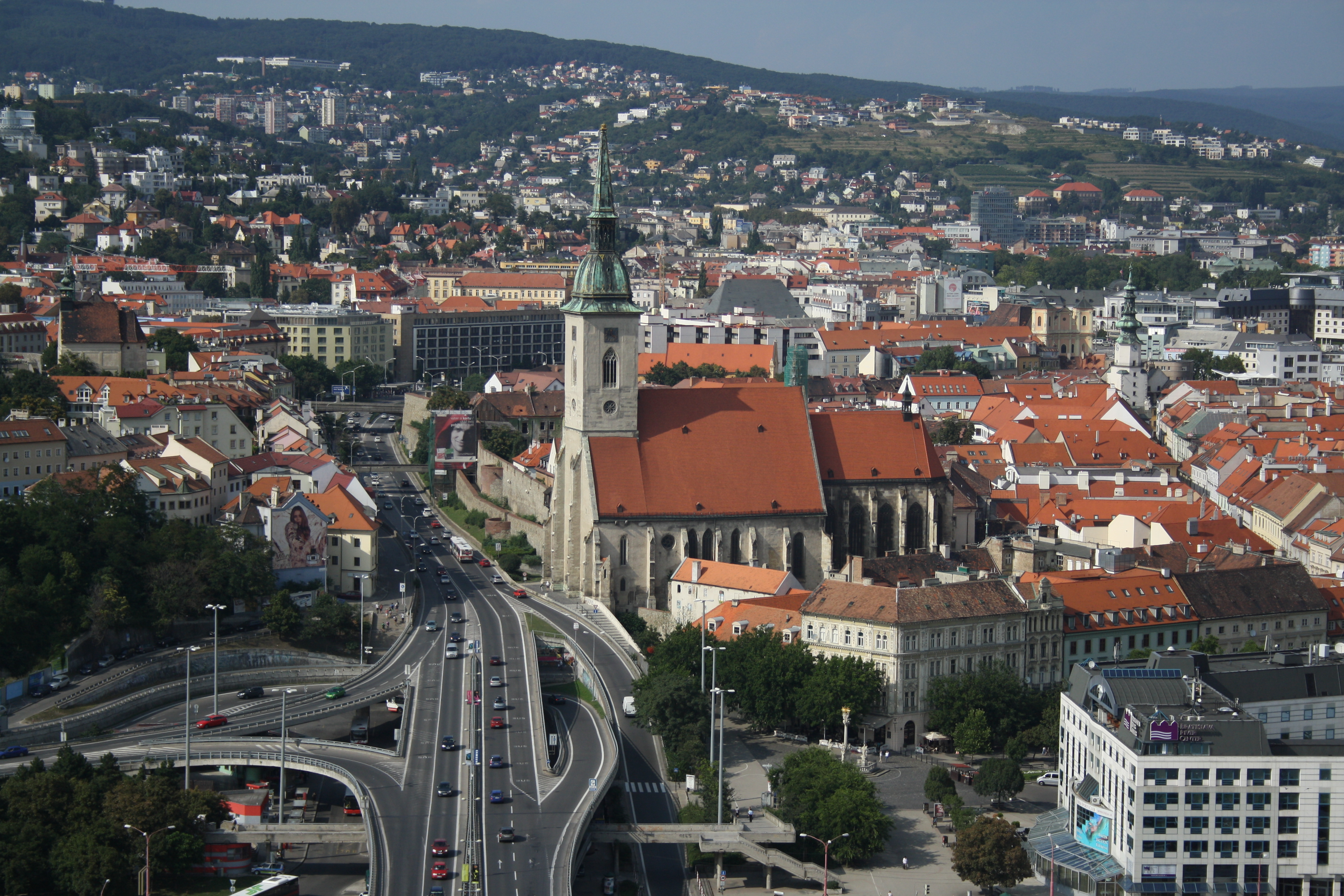
Widok z tarasu widokowego Nowego Mostu na katedrę św. Marcina

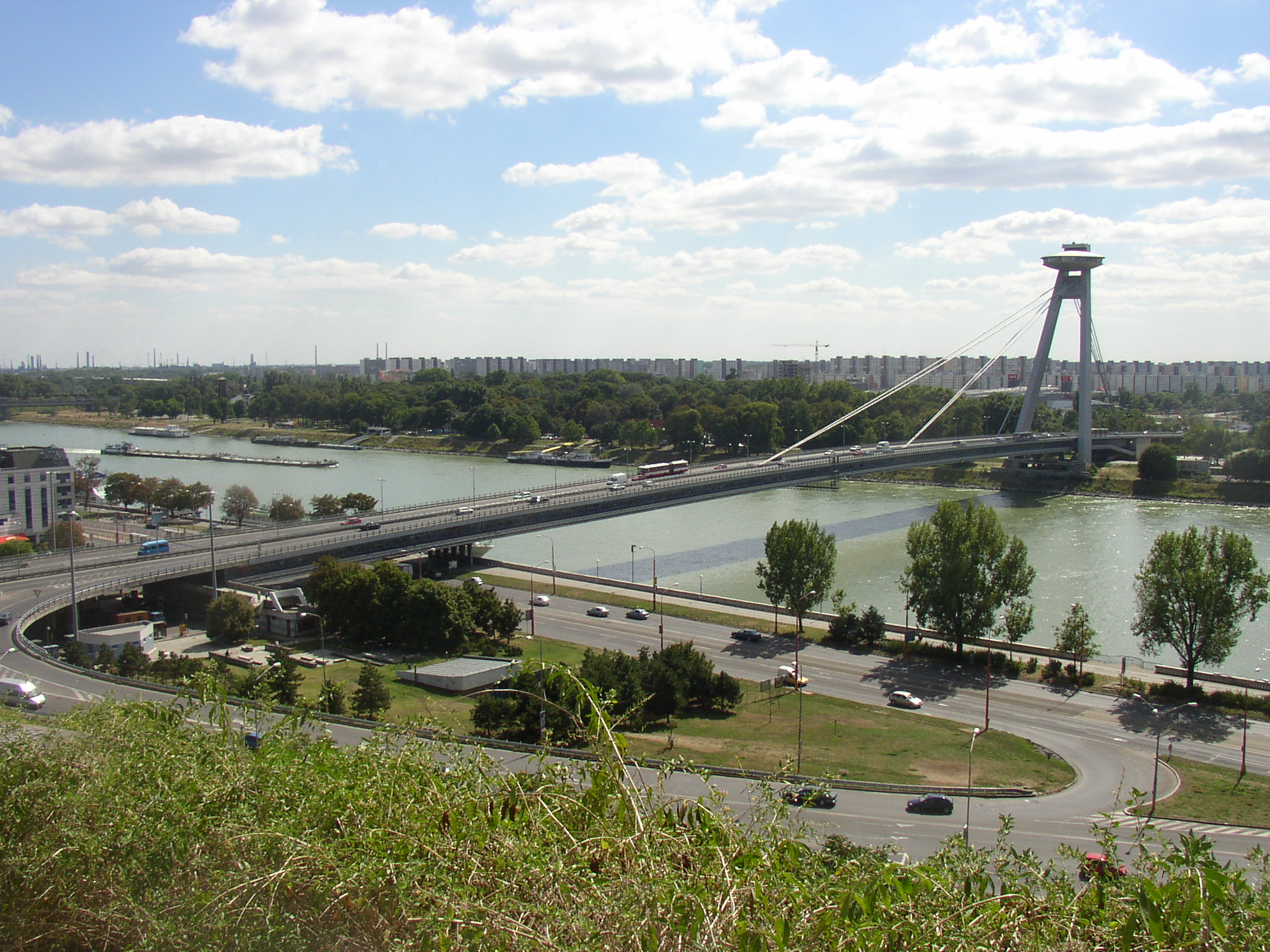
Dunaj w Bratysławie: Nowy Most, w tle dzielnica Petržalka

Bratysława rozpościera się na dwóch trasach handlowych, tj. na szlaku bursztynowym, który łączył Morze Bałtyckie z Morzem Śródziemnym, czyli północną Europę z południową oraz na szlaku dunajskim, który biegnąc wzdłuż rzeki Dunaj, umożliwiał dostęp do Morza Czarnego, a tym samym łączył zarówno zachodnią i wschodnią Europę z południowo-wschodnią. Obydwie drogi krzyżowały się na obszarze dzisiejszej dzielnicy Devín, w której znajduje się Zamek Devín, pełniący w dawnych czasach funkcję obronną nad tymi szlakami.
Dzisiejsze miasto powstało z osady pod Zamkiem Bratysławskim. Obecnie miejsce to stanowi jądro historyczne Bratysławy i obejmuje średniowieczne miasto ograniczone systemem wałowym, zamek i podzamcze. Kiedyś wjazd do miasta umożliwiały 4 bramy, tj. od strony wschodniej – Brama Laurińska (Laurinská brána), nazywana też Bramą Wawrzyniecką (Vavrinecká brána), od północnej – Brama Michalska (Michalská brána), od zachodniej – Brama Wydrycka (Vydrická brána; zachowała się część fortyfikacji), nazywana też Bramą Ciemną (Tmavá brána) lub Bramą Wiedeńską (Viedenská brána), a od południa – Brama Rybacka (Rybárska brána; zachowały się fundamenty). Do czasów współczesnych przetrwała jedynie Brama Michalska, prowadząca do dzielnicy Staré Mesto.

### Niektóre wydarzenia historyczne

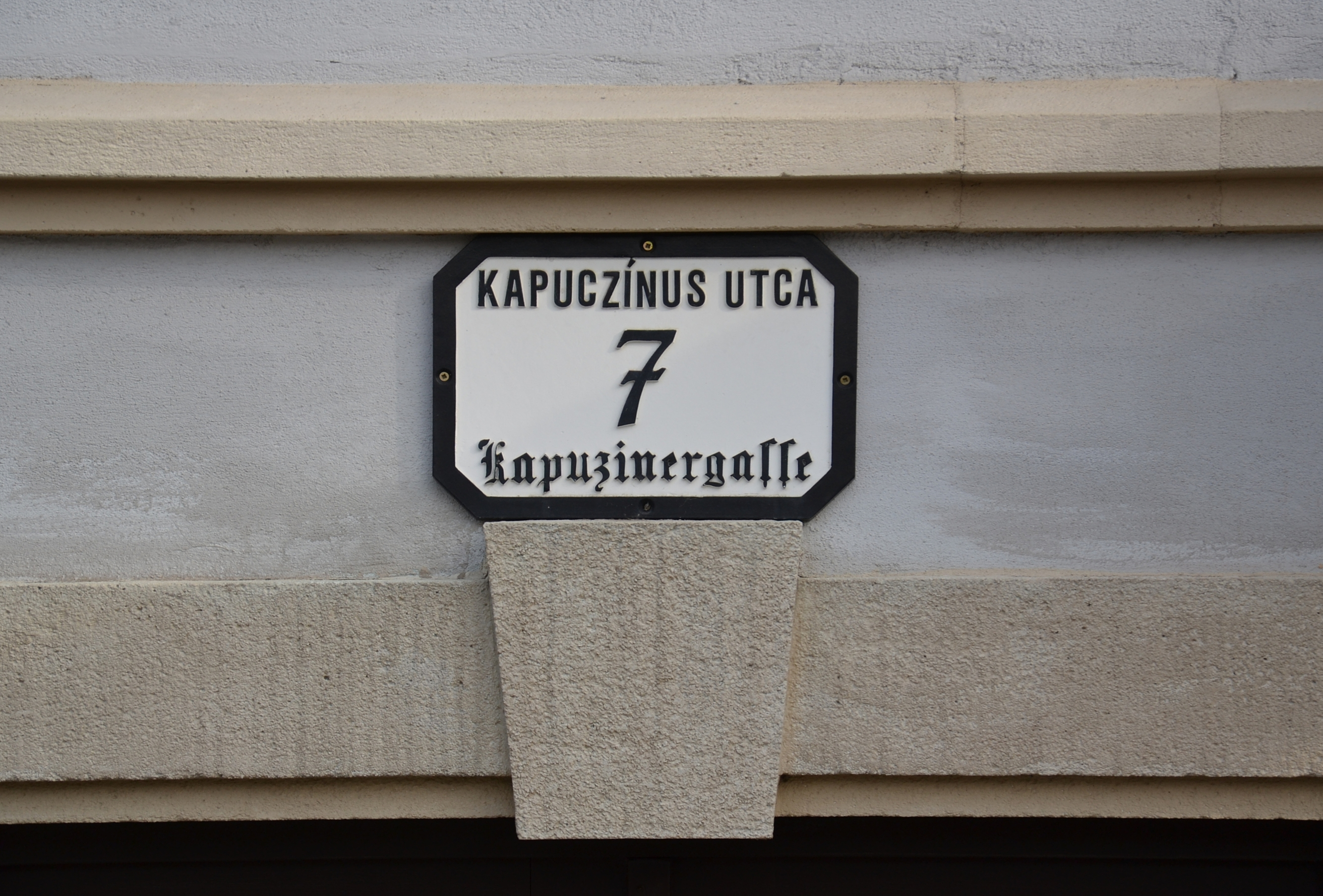
Historyczna tabliczka z nazwą ulicy z okresu austro-węgierskiego

- okres Cesarstwa Rzymskiego – obóz wojskowy Gerulata w dzisiejszej dzielnicy Rusovce;
- okres Państwa Wielkomorawskiego – gród obronny;
- 907 – pierwsza pisemna wzmianka;
- X wiek – osada handlowa u stóp grodu;
- 1291 – uzyskanie praw miejskich;
- od 1536 – główne miasto koronacyjne władców węgierskich (wchodziła w skład Królestwa Węgier);
- następne wieki – rozwój miasta;
- XIX wiek – spadek znaczenia (funkcje przejmowała Buda);
- 1914 – otwarcie kolei podmiejskiej, łączącej Pressburg/Pozsony z Wiedniem;
- po I wojnie światowej – stolica Słowacji, wchodzącej w skład Czechosłowacji (mimo że na początku tego okresu miasto było zamieszkałe głównie przez ludność węgiersko-niemiecką, która chciała, żeby miejscowość była wolnym miastem pod patronatem Ligi Narodów);
- 1939–1945 – stolica Słowacji (formalnie samodzielnej, faktycznie uzależnionej od III Rzeszy);
- 1945–1969 – stolica Słowacji, wchodzącej w skład Czechosłowacji;
- 1969–1990 – stolica Słowackiej Republiki Socjalistycznej, wchodzącej w skład Czechosłowackiej Republiki Socjalistycznej;
- przełom lat 60. i 70. – zburzenie zabytkowego Podzamcza w związku z budową Nowego Mostu i alei Staromiejskiej;
- 1990–1992 – stolica Słowackiej Republiki Federalnej, wchodzącej w skład Czeskiej i Słowackiej Republiki Federalnej;
- od 1 stycznia 1993 – stolica niezależnej Słowacji.

### Nazwa
Duży wpływ na Bratysławę mieli Węgrzy i Niemcy. Zmieniała się również nazwa miasta, niektóre z nazw używane były równocześnie aż do I wojny światowej, do dziś Pressburg jest oficjalnie niemiecką alternatywą Bratysławy, Pozsony – węgierską, Prešporok – starą nazwą słowacką, a Prešpurk starą nazwą czeską. W Polsce używano wcześniej m.in. nazwy Pożoń.
Do historycznych nazw miasta stołecznego Słowacji należą:
- Wratislaburgum[3][30], Pisonium (805)[3],
- Braslavespurch[30], Brezalauspurc (907)[3],
- Breslava Civitas (1038),
- Brezezburg (1042)[3],
- Breisburg[3], Breziburg[3], Brezzizburch[3], Preslawaspurch (1052)[3],
- Bresburg, Bresburch, Bossen (1108)[3],
- Bosonium (1146),
- Poson[3], Posonium (XIII–XIV w.)[3],
- Istropolis[30], Bosonium (1146)[3],
- Posonium (XV w.),
- Presburg, Pressburg (XVII/XVIII w.),
- Posony, Pozsony (XVIII, XIX w.),
- Prešporok (XVIII w.),
- Břetislav, Břetislava, Braťislava (nad Dunajom) (XIX w.), Bratislav[3].

Nazwa Bratislava została pierwszy raz użyta przez szturowców (štúrovci) po 1844 roku, ale urzędowo przyjęta została w 1919 roku. Jednocześnie pod koniec 1918 r. pojawiła się propozycja, by miasto przemianować na Wilson lub Vilsonovo mesto na cześć prezydenta USA Woodrowa Wilsona, jednak pomysł nie przyjął się.

## Architektura

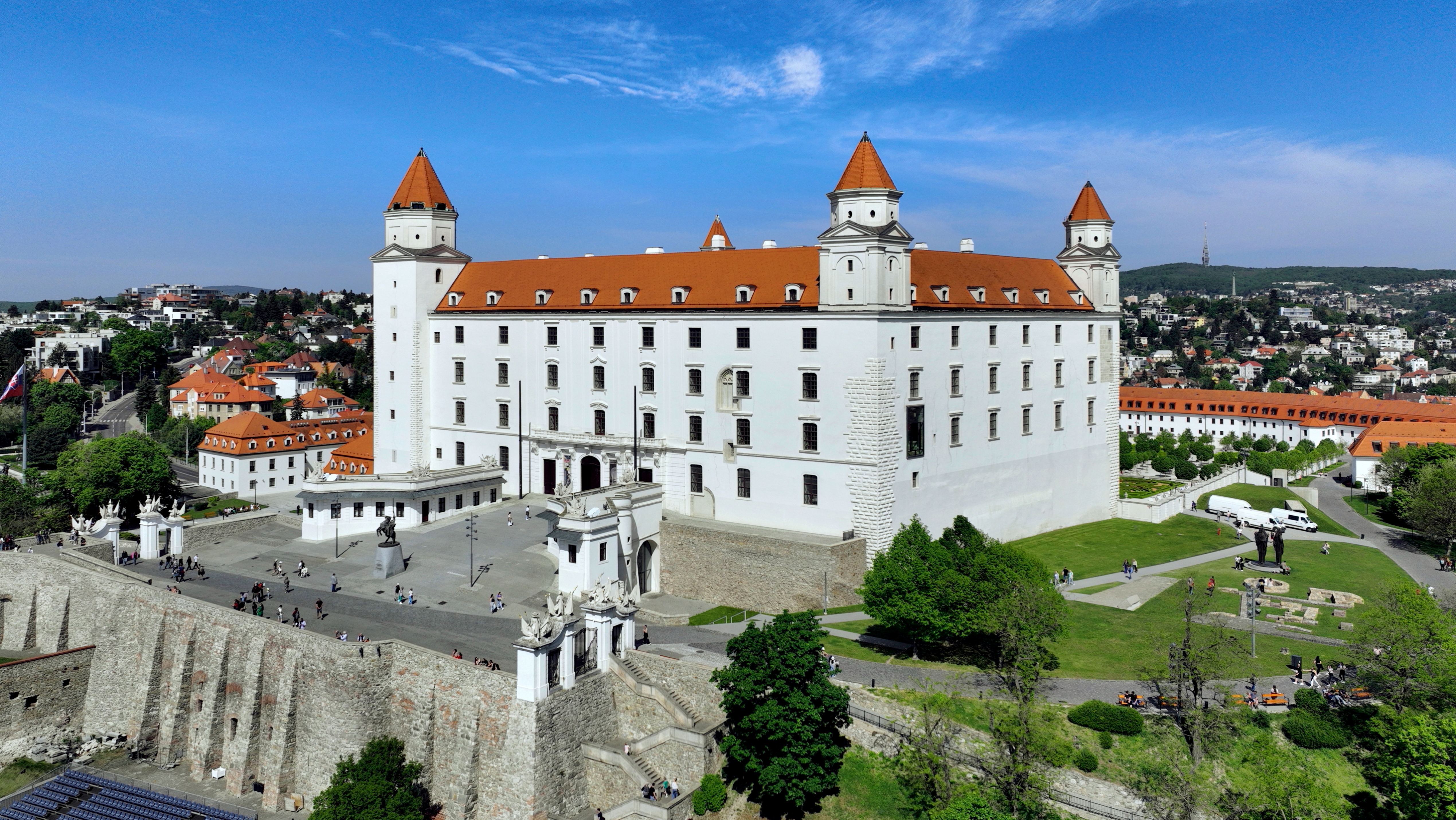
Zamek Bratysławski

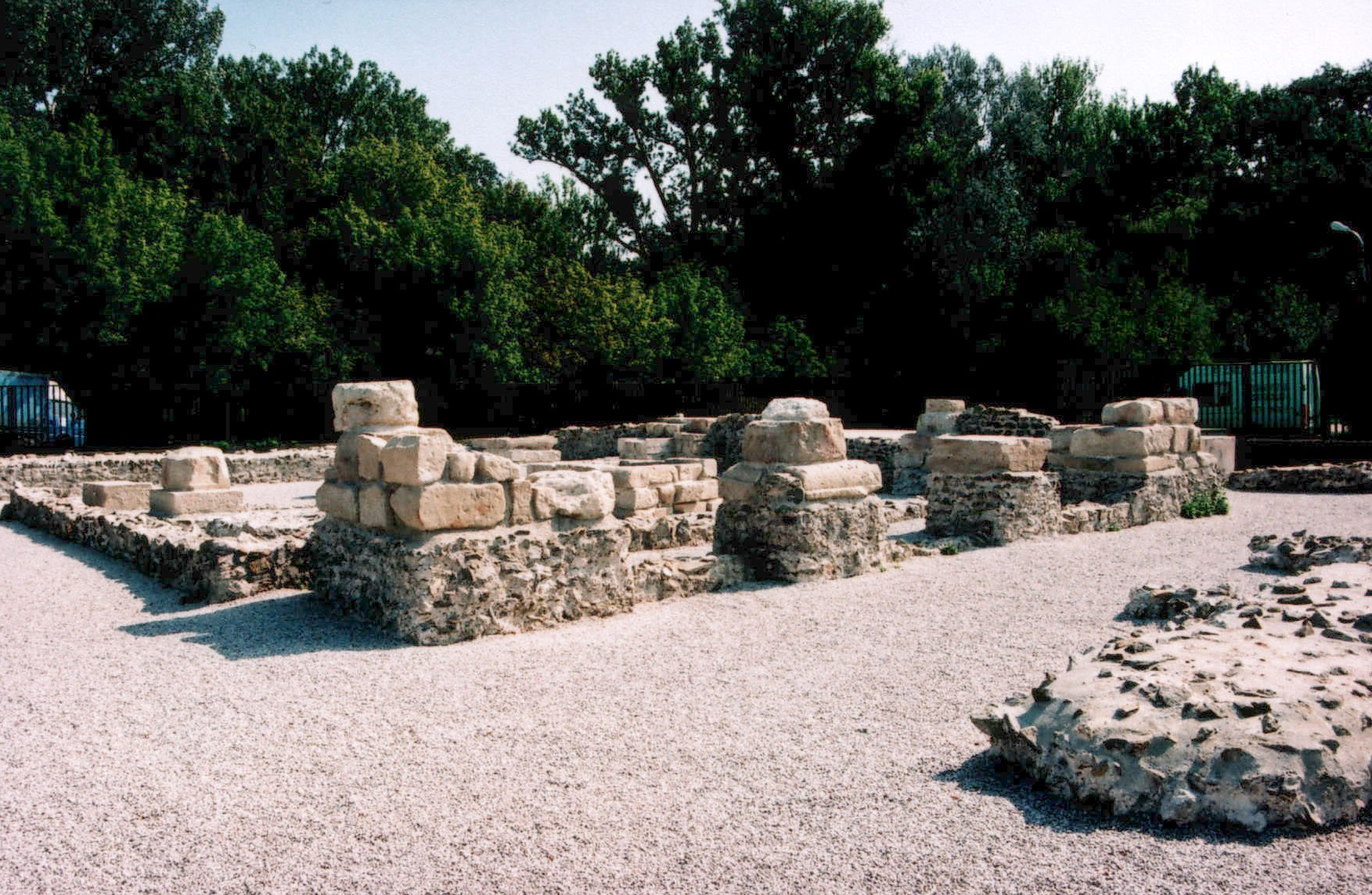
Ruiny Gerulaty

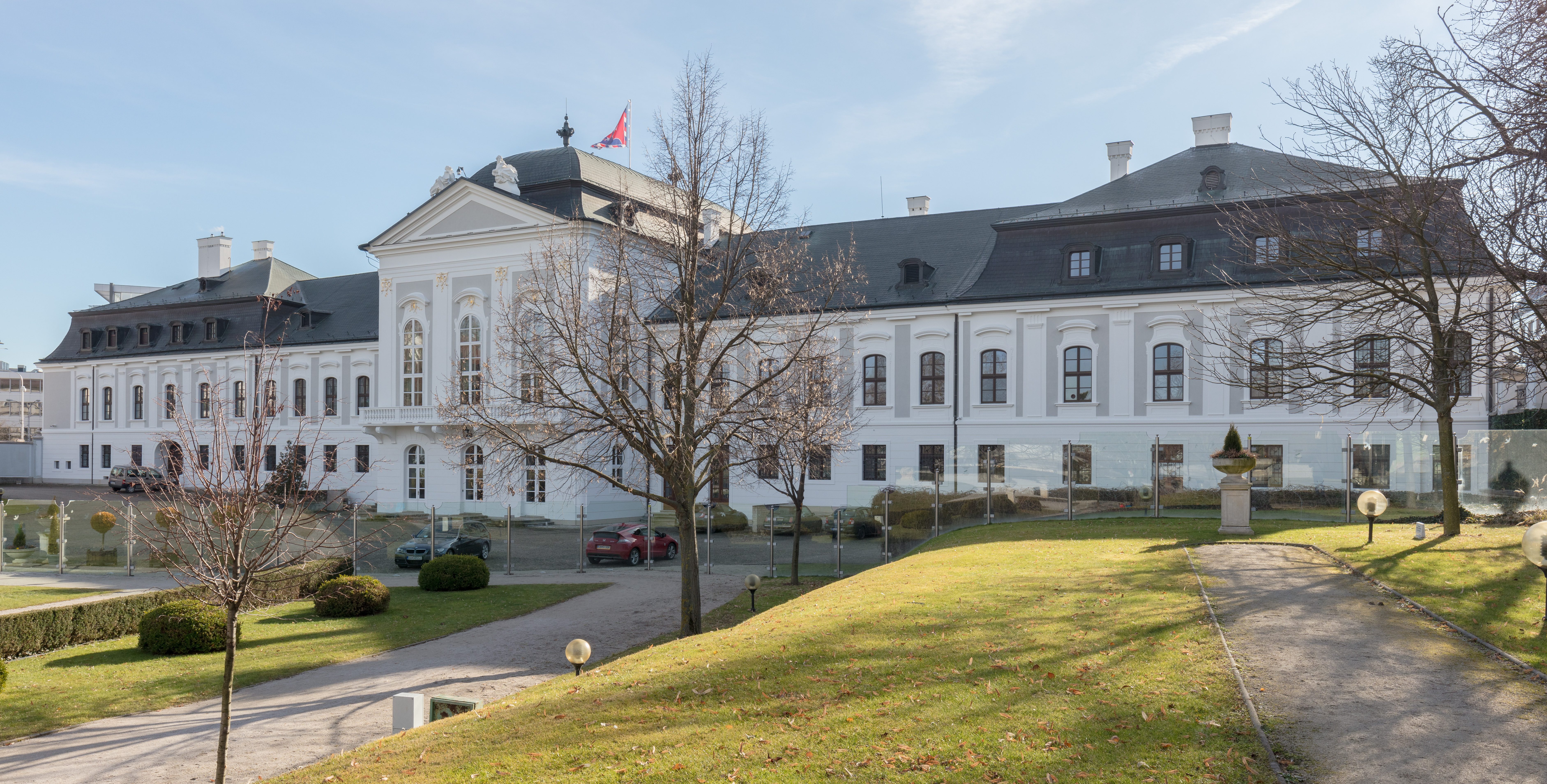
Pałac Prezydencki

### Zabytki
- Zamek Bratysławski z XIV–XV wieku, potem wielokrotnie przebudowywany, usytuowany na granitowym wzgórzu, 80 metrów nad lustrem Dunaju. Twierdza o 4 wieżach w narożnikach murów obronnych;
- ruiny Zamku Devín, położonego w dzielnicy Devín, wznosi się na wysokich skałach u ujścia Morawy do Dunaju, nad granicą słowacko-austriacką;
- gotycka katedra św. Marcina (Dóm svätého Martina); była przez 300 lat miejscem koronacji królów węgierskich;
- gotycki kościół franciszkański Zwiastowania Pana z 1297 roku;
- barokowy kościół (obecnie cerkiew prawosławna) św. Mikołaja z 1661 roku;
- barokowy kościół Trynitarzy;
- barokowo-klasycystyczny wielki kościół ewangelicki;
- secesyjny kościół św. Elżbiety zwany też „Niebieskim kościółkiem”;
- gotycki ratusz;
- Hlavné námestie (rynek) z XVI-wieczną studnią, otoczony zabytkowymi budynkami;
- Uniwersytet Bratysławski (Universitas Istropolitana lub Academia Istropolitana; wraz z biblioteką uniwersytecką) założony przez króla węgierskiego Macieja Korwina;
- klasycystyczny pałac prymasowski z 1781 roku – obecnie pełni funkcję ratusza;
- barokowy letni pałac arcybiskupi – obecnie siedziba słowackiego rządu;
- Pałac Grassalkovicha – obecnie siedziba prezydenta Słowacji;
- eklektyczny Słowacki Teatr Narodowy (Slovenské národné divadlo) wybudowany w 1886 roku;
- neobarokowa Reduta, w której mieści się filharmonia słowacka;
- XVII-wieczna barokowa Brama Michalska, jedyna ocalała wieża na miejskich murach;
- „Wąski dom”;
- Nový most (Nowy Most);
- Starý most (Stary Most);
- Synagoga z 1926 roku;
- Stará tržnica – zabytkowa, secesyjna hala targowa z 1910 r.

## Kultura

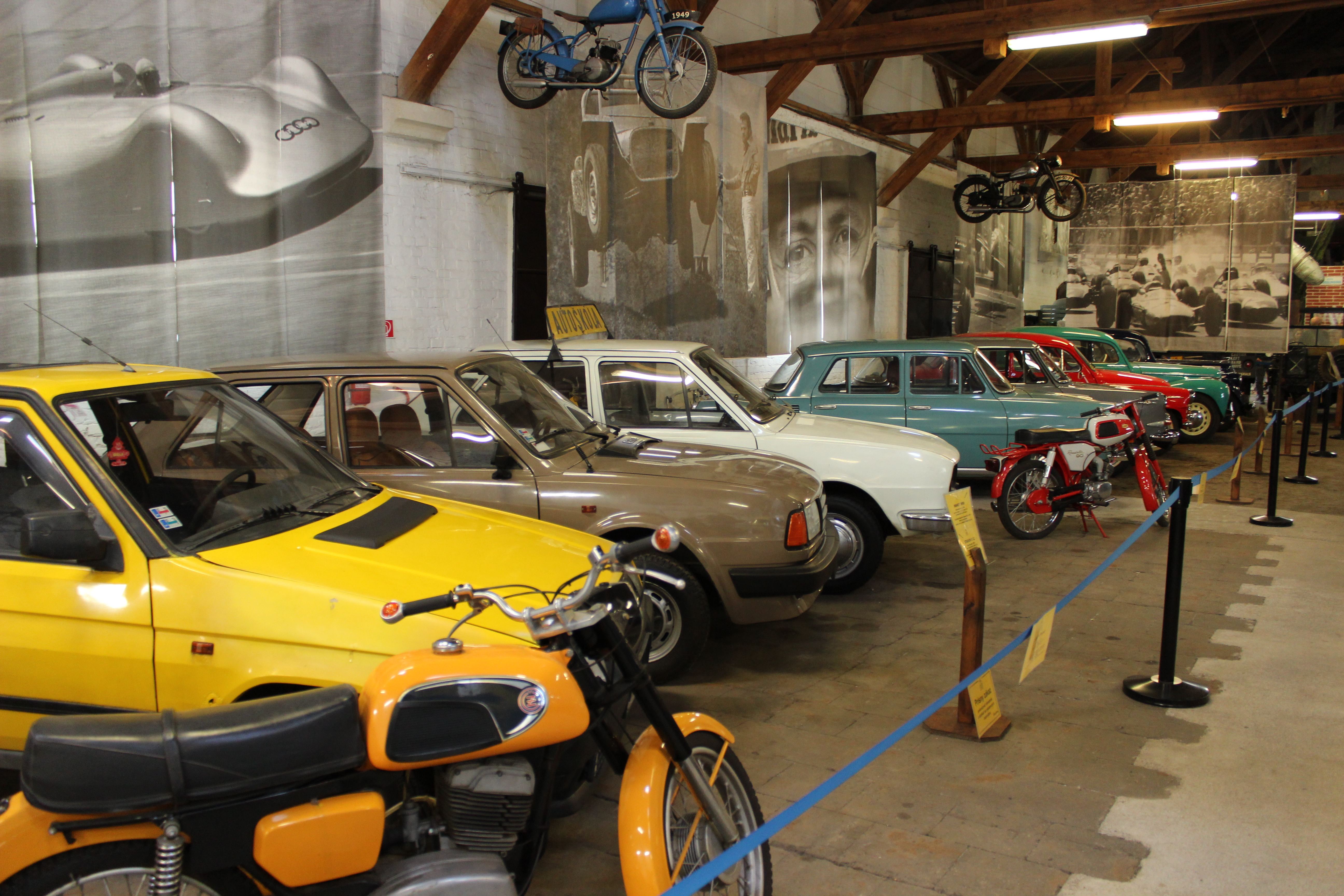
Muzeum Transportu

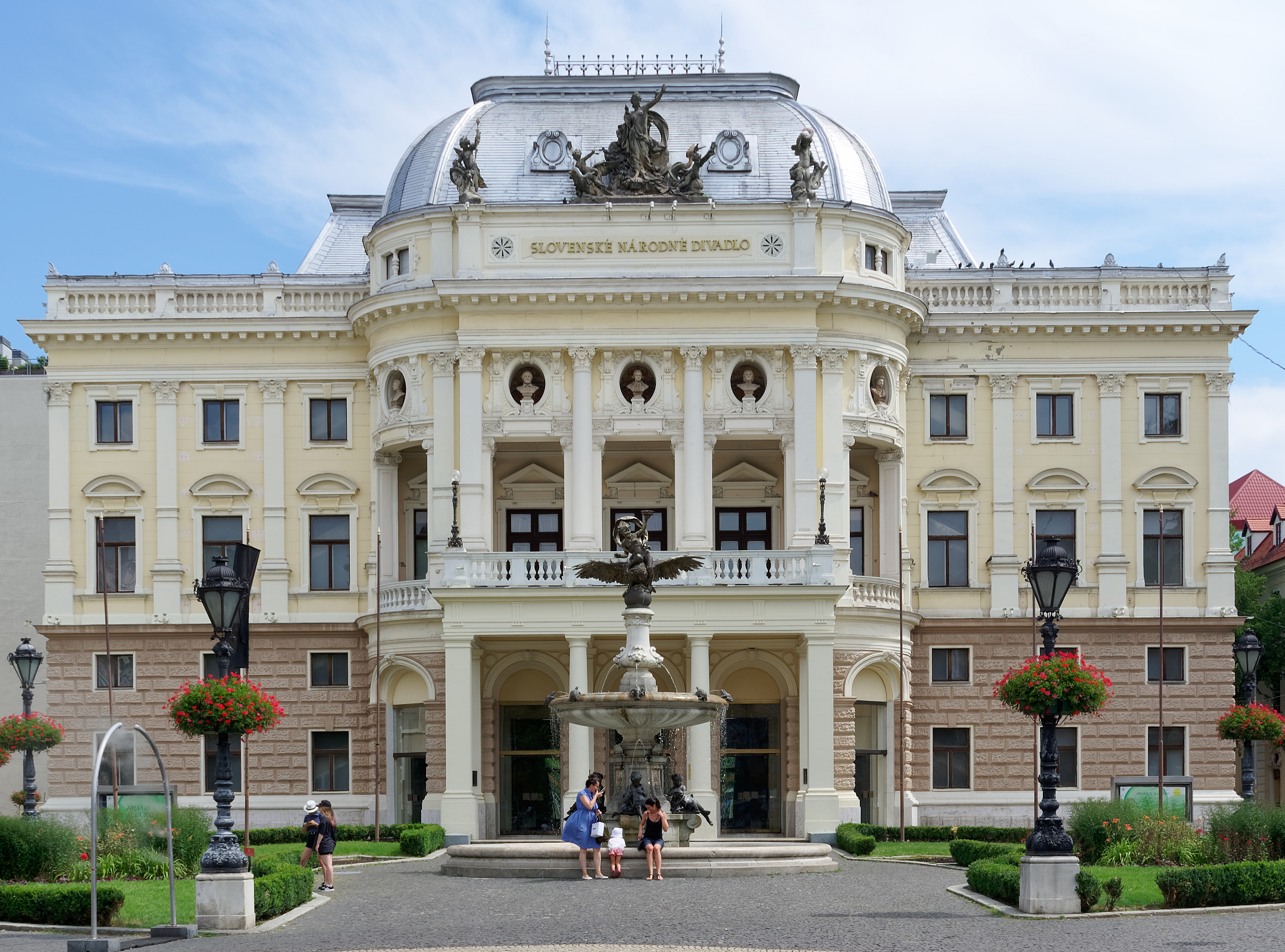
Słowacki Teatr Narodowy

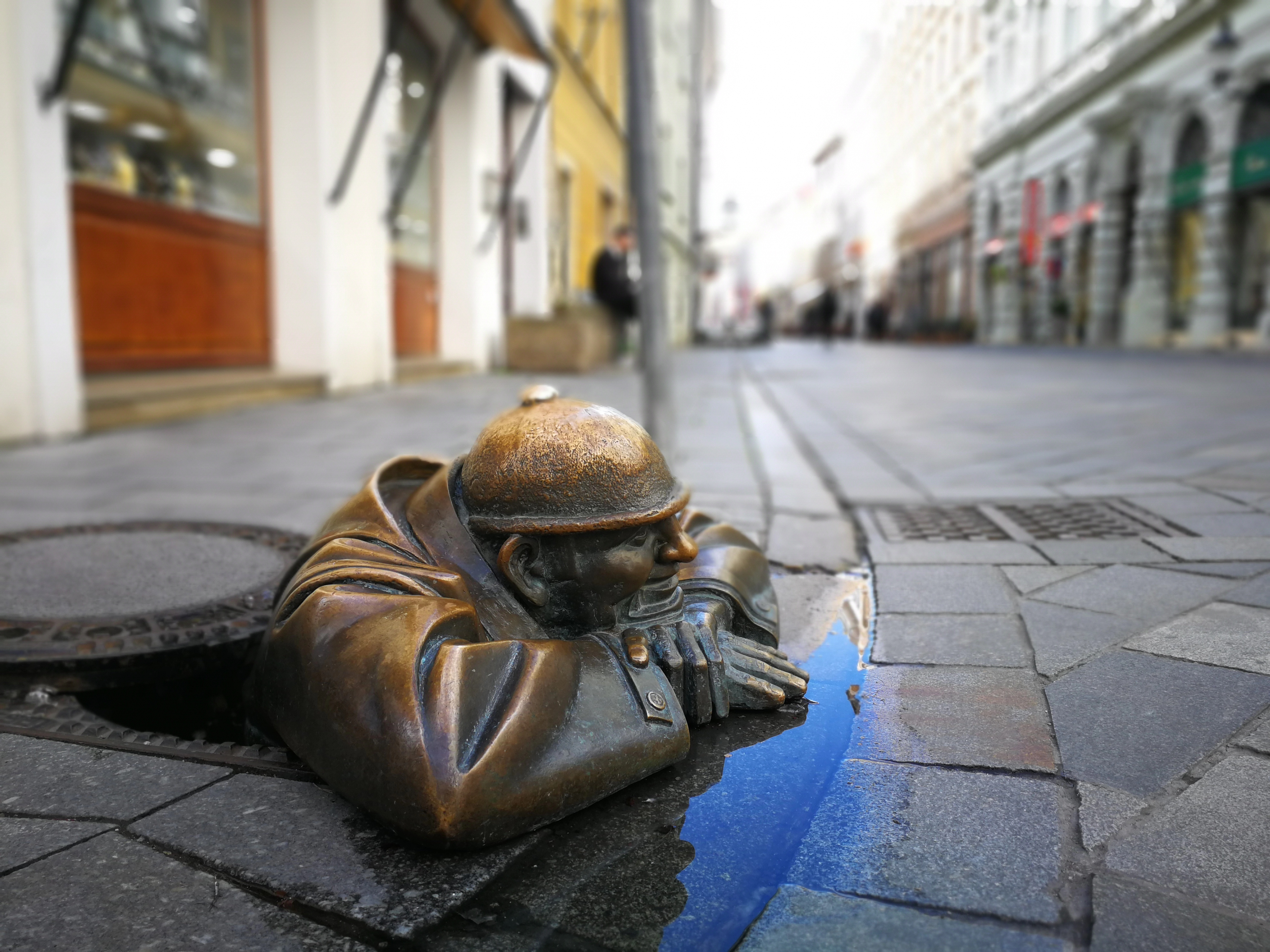
Čumil – jedna z rzeźb w mieście

W Bratysławie znajdują się liczne placówki kulturalne, m.in.:
biblioteki:
- Biblioteka Uniwersytecka (Univerzitná knižnica) – Swoją działalność rozpoczęła, jako biblioteka akademicka Uniwersytetu Komeńskiego w Bratysławie, w 1919 roku. Od 1954 roku jest biblioteką naukową, dostępną dla szerokiej publiczności[35];
- Biblioteka Główna Słowackiej Akademii Nauk (Ústredná knižnica Slovenskej akadémie vied);
- Słowacka Biblioteka Pedagogiczna (Slovenská pedagogická knižnica);
- Słowacka Biblioteka Lekarska (Slovenská lekárska knižnica);

filharmonie:
- Filharmonia Słowacka (Slovenská filharmónia);

galerie:
- Galeria Miasta Bratysławy (Galéria mesta Bratislavy);
- Słowacka Galeria Narodowa (Slovenská národná galéria);

muzea:
- Muzeum Gazownictwa (Plynárenské múzeum);
- Muzeum Handlu (Múzeum obchodu);
- Muzeum Jána Cikkera (Múzeum Jána Cikkera);
- Muzeum Kultury Fizycznej w Republice Słowackiej (Múzeum telesnej kultúry v Slovenskej republike);
- Muzeum Milana Dobesa (Múzeum Milana Dobesa);
- Muzeum Policji Republiki Słowackiej (Múzeum polície Slovenskej republiky);
- Muzeum Szkolnictwa i Pedagogiki (Múzeum školstva a pedagogiky);
- Muzeum Transportu (Múzeum dopravy);
- Słowackie Muzeum Narodowe (Slovenské národné múzeum) wraz z bratysławskimi oddziałami, takimi jak[39]:
  - Muzeum Archeologiczne (Archeologické múzeum);
  - Muzeum Historyczne (Historické múzeum) z siedzibą w Zamku Bratysławskim (Bratislavský hrad);
  - Muzeum Muzyczne (Hudobné múzeum);
  - Muzeum Kultury Chorwatów na Słowacji (Múzeum kultúry Chorvátov na Slovensku);
  - Muzeum Kultury Niemców Karpackich (Múzeum kultúry karpatských Nemcov);
  - Muzeum Kultury Węgrów na Słowacji (Múzeum kultúry Maďarov na Slovensku);
  - Muzeum Kultury Żydowskiej (Múzeum židovskej kultúry);
  - Muzeum Historii Naturalnej (Prírodovedné múzeum);
  - Pawilon Wystawienniczy Podzamcze (Výstavný pavilón Podhradie);
- Muzeum Miasta Bratysławy (Múzeum mesta Bratislavy) wraz z oddziałami, takimi jak[40]:
  - Muzeum Arthura Fleischmanna (Múzeum Arthura Fleischmanna);
  - Muzeum Broni (Múzeum zbraní);
  - Muzeum Farmacji (Múzeum farmácie) z siedzibą w zabytkowej aptece Pod Czerwonym Rakiem (lekáreň U červeného raka);
  - Muzeum Historii Miasta (Múzeum dejín mesta);
  - Muzeum Janka Jesenskiego (Múzeum Janka Jesenského);
  - Muzeum Johanna Nepomuka Hummla (Múzeum Johanna Nepomuka Hummela);
  - Muzeum Winogrodnictwa (Múzeum vinohradníctva);
  - Muzeum Wnętrz Historycznych (Múzeum historických interiérov);
  - Muzeum Zegarów (Múzeum hodín);
  - Danubiana Maulensteen Art Museum;

teatry:
- Słowacki Teatr Narodowy (Slovenské národné divadlo);
- Teatr Miejski im. Pavla Országha Hviezdoslava (Mestské divadlo Pavla Országha Hviezdoslava)[42];
- Teatr Arena (Divadlo Aréna);

inne:
- Instytut Polski w Bratysławie;
- Hudobné Centrum (Centrum Muzyki).

## Edukacja i nauka

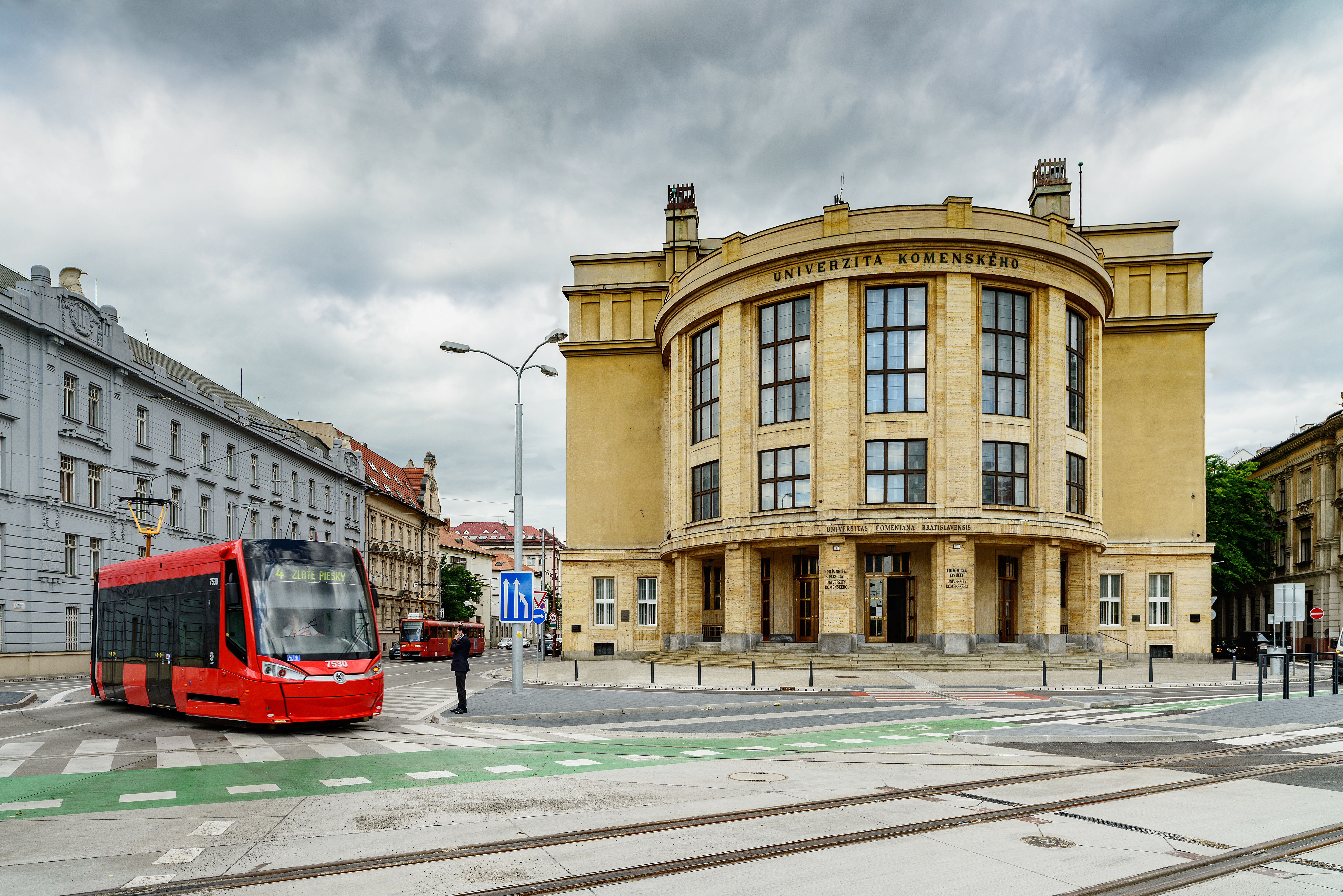
Budynek rektoratu i Wydziału Prawa Uniwersytetu Komeńskiego

Miasto posiada szkoły wyższe, do których należą:
państwowe:
- Akademia Korpusu Policyjnego (Akadémia Policajného zboru);
- Słowacki Uniwersytet Medyczny (Slovenská zdravotnícka univerzita);

publiczne:
- Uniwersytet Komeńskiego (Univerzita Komenského);
- Słowacki Uniwersytet Techniczny (Slovenská technická univerzita);
- Uniwersytet Ekonomiczny (Ekonomická univerzita);
- Wyższa Szkoła Sztuk Pięknych (Vysoká škola výtvarných umení);
- Wyższa Szkoła Sztuk Scenicznych (Vysoká škola múzických umení);

prywatne:
- Wyższa Szkoła Paneuropejska (Bratysławska Wyższa Szkoła Prawa; Bratislavská vysoká škola práva, Paneurópska vysoká škola);
- Wyższa Szkoła Ekonomii i Zarządzania w Administracji Publicznej (Vysoká škola ekonómie a menežmentu verejnej správy);
- Wyższa Szkoła Zdrowia i Pomocy Społecznej Świętej Elżbiety (Vysoká škola zdravotníctva a sociálnej práce sv. Alžbety).

Na terenie Bratysławy działa kilka ośrodków naukowo-badawczych, naukowo-kulturalnych, m.in.:
- Instytut Informatyki i Statystyki Infostat (Inštitút informatiky a štatistiky Infostat);
- Instytut Badawczy Geodezji i Kartografii (Výskumný ústav geodézie a kartografie);
- Instytut Badawczy Gospodarki Wodnej (Výskumný ústav vodného hospodárstva);
- Miejski Instytut Ochrony Pamiątek (Mestský ústav ochrany pamiatok);
- Ogród Botaniczny Uniwersytetu Komeńskiego (Botanická záhrada Univerzity Komenského) – placówka naukowo-pedagogiczna Uniwersytetu Komeńskiego[44];
- Państwowy Instytut Geologiczny im. Dionýza Štúra (Štátny geologický ústav Dionýza Štúra);
- Państwowy Instytut Pedagogiczny (Štátny pedagogický ústav);
- Słowacka Akademia Nauk (Slovenská akadémia vied);
- Słowacki Instytut Filmowy (Slovenský filmový ústav);
- Słowacki Instytut Hydrometeorologiczny (Slovenský hydrometeorologický ústav).

Bratysława jako jedna z niewielu stolic europejskich nie ma obserwatorium astronomicznego (najbliższe znajduje się w miejscowości Modra) i planetarium (najbliższe znajduje się w miejscowości Hlohovec). W związku z tym wykłady i obserwacje nieba (przeznaczone tylko dla amatorów astronomii) odbywają się w budynku, który umieszczony jest na terenie Parku Kultury i Wypoczynku w Bratysławie (Astronomický úsek Parku kultúry a oddychu v Bratislave).

## Sport i rekreacja
W latach 1999–2002 w Bratysławie rozgrywany był kobiecy turniej tenisowy, Eurotel Slovak Indoor.
W Bratysławie znajduje się stadion narodowy Słowacji – Národný futbalový štadión, który może pomieścić 22 500 osób. Swoje spotkania rozgrywają na nim piłkarze klubu Slovan Bratysława oraz reprezentacja Słowacji. Obiekt powstał w miejscu dawnego stadionu Tehelné pole.

### Kluby i drużyny sportowe
| Nazwa klubu                                           | Dyscyplina      | Liga/rozgrywki | Rok powstania |
| ----------------------------------------------------- | --------------- | -------------- | ------------- |
| Inter Bratysława (FK Inter Bratislava)                | piłka nożna     | I liga         | 1940          |
| FC Petržalka 1898 (FC Petržalka 1898, a.s.)           | piłka nożna     | III liga       | 1898          |
| Slovan Bratysława (HC Slovan Bratislava, a.s.)        | hokej na lodzie | Ekstraliga     | 1921          |
| Slovan Bratysława (ŠK Slovan Bratislava futbal, a.s.) | piłka nożna     | I liga         | 1919          |
| RC Slovan Bratysława (1.RC Slovan Bratislava)         | rugby           | I liga czeska  | 2003          |

## Transport

### Transport kolejowy
- Bratislava hlavná stanica – dworzec główny
- Bratislava ústredná nákladná stanica – dworzec towarowy
- Devínska Nová Ves – stacja kolejowa
- Devínske Jazero – przystanek kolejowy
- Bratislava-Lamač – stacja kolejowa
- Bratislava-Nové Mesto – stacja kolejowa
- Bratislava-Petržalka – stacja kolejowa
- Podunajské Biskupice – stacja kolejowa
- Bratislava predmestie – stacja kolejowa
- Rusovce – stacja kolejowa
- Bratislava-Vajnory – stacja kolejowa
- Bratislava-Vinohrady – przystanek kolejowy
- Bratislava-Železná studienka – przystanek kolejowy

### Transport miejski
- Tramwaje w Bratysławie
- Trolejbusy w Bratysławie

### Transport lotniczy
- Port Lotniczy im. Milana Rastislava Štefánika (Letisko Milana Rastislava Štefánika)

### Transport wodny
- Port Bratysława

## Urodzeni w Bratysławie
- Lajos Batthyány – premier Węgier
- Martin Bútora – socjolog
- Dominika Cibulková – tenisistka
- Milan Ftáčnik – polityk
- Jarmila Gajdošová – tenisistka
- Vladimír Godár – kompozytor
- Edita Gruberová – diva opery, sopran
- Lukáš Haraslín – piłkarz
- Andrej Hryc – aktor
- Johann Nepomuk Hummel – kompozytor
- Janette Husárová – tenisistka
- Lenka Juríková – tenisistka
- Kristína Kučová – tenisistka
- Zuzana Kučová – tenisistka
- Philipp Lenard – fizyk
- Roman Luknár – aktor
- Peter Machajdík – kompozytor
- Diana Mórová – aktorka
- Kamila Magálová – aktorka
- Juraj Nvota – aktor
- Július Satinský – aktor
- Ján Andrej Segner – fizyk, matematyk
- Zdena Studenková – aktorka

## Miasta partnerskie
Bratysława utrzymuje stosunki partnerskie z następującymi miastami:
| - Aleksandria, Egipt - Brema, Niemcy - Budapeszt, Węgry - Cleveland, Stany Zjednoczone - Dublin, Irlandia - Erywań, Armenia - Graz, Austria | - Ho Chi Minh, Wietnam - Jerozolima, Izrael - Karlsruhe, Niemcy - Kijów, Ukraina - Kraków, Polska (23.10.1974) - Larnaka, Cypr - Lublana, Słowenia (4.3.1967) | - Namur, Belgia - Ostrawa, Czechy - Perugia, Włochy (18.07.1962) - Praga, Czechy - Ratyzbona, Niemcy - Rotterdam, Holandia | - Ruse, Bułgaria - Saloniki, Grecja - Székesfehérvár, Węgry - Turku, Finlandia - Ulm, Niemcy - Wiedeń, Austria (3.05.1993) |